# Jaroslav Málek
Jaroslav Málek (* 9. července 1991 Rájec-Jestřebí) je český fotbalový záložník, od roku 2025 obléká dres Příbrami. 

## Klubová kariéra
Málek začal s fotbalem v rodném Rájci-Jestřebí. Následovalo krátké angažmá v Boskovicích. Nejdelší dobu strávil v mládežnických kategoriích v FC Vysočina Jihlava, kde odešel kvůli malému vytižení v brněnské Zbrojovce. Působil i v Sigmě Olomouc. V mládí taktéž hrál hokej.

### FC Vysočina Jihlava B
Kvůli zranění nehrál v jihlavském áčku, ale v rezervě Vysočiny tehdy hrající MSFL odehrál za dvě sezóny 9 utkání, branku si však nepřipsal.

### FK Pelhřimov (hostování)
Od března do července 2011 hostoval krátce v tehdy divizním Pelhřimově. S týmem skončil na bronzové pozici v Divizi D.

### MSK Břeclav
Dne 26. července 2011 přestoupil do břeclavského klubu. Zde ho trénoval kouč Milan Valachovič, se kterým se později setkal i v Líšni. Byl jednou z opor týmu. V jeho posledním roce v Břeclavi v rozhovoru řekl, že se tým rozpadl, hlavně kvůli odchodu vícero hráčů a peněz.

### FK Viktoria Žižkov (hostování)
Na půlroční hostování s možností opce odešel Málek na začátku roku 2013. Druholigovou premiéru si odbyl dne 10. března 2013 proti Ústí n.L., kdy mu v 82. minutě hlavní sudí Proske udělil červenou kartu. Nastoupil zde v šesti ligových utkáních, opce však nebyla uplatněna.

### FK Třinec
Dne 18. července 2013 přestoupil do Třince. Ze začátku hrál v základní sestavě, ale postupem času dostával méně a méně prostoru a tak odešel na krátké hostování do Hlučína. Po jeho návratu z klubu z takzvaného Prajzska byl dobře rozehraný a hned v prvním zápase po jeho návratu vstřelil hattrick proti Novému Jíčínu v MOL Cupu. Následující ligová sezóna byla pro Málka povedená, odehrál 25 zápasů a vstřelil 3 branky. Sezóna 2016/17 už pro něj nebyla tak přívětivá, odehrál pouze 11 soutěžních utkání za A-tým a jednou rozvlnil síť. Po této sezóně s ním klub nepočítal.

### FC Hlučín
Po předchozím povedeném hostování se nastálo přesunul do Hlučína dne 22. ledna 2017. V sezoně 2016/17 pomohl Hlučínu k 3. místu v MSFL. Za tři sezóny zde odehrál celkem 69 zápasů a vstřelil 19 branek.

### SK Líšeň
Do brněnského klubu přestoupil dne 19. července 2019. V sezoně 2020/21 se stal nejlepším střelcem jak líšenských, tak celé ligy.  Příští sezonu byl taktéž nejlepším střelcem Líšně. Vyhrál zde cenu za nejlepšího hráče měsíce F:NL za březen 2021. V době jeho působení v Líšni si vydělával i jako řidič. Celkem zde odehrál 84 zápasů a vstřelil 26 gólů. Naskočil do jednoho zápasu B-týmu, kde dokázal proměnit branku.

### MFK Karviná
Dne 1. července 2022 přestoupil do tohoto slezského klubu. Před sezónou doufal v postup do první ligy, k čemuž výraznou měrou přispěl. S deseti brankami se stal králem střelců Karviné v postupovém ročníku Fortuna:Národní ligy. Prvoligového debutu se dočkal dne 22. července 2023 proti Zlínu, kdy odehrál posledních 18 minut zápasu, který skončil drtivou výhrou karvinských 4:1. Ve FORTUNA:Lize nastoupil do pěti utkání, branku však nevstřelil. Nakonec ho však nečekaně na poslední chvíli Karviná společně s Jakubem Rezkem prodala do jiného slezského klubu, do SFC.

### SFC Opava
Dne 8. září 2023, po zájmu i Zbrojovky Brno, přestoupil do již jeho čtvrtého klubu ze Slezska, do Opavy.  Později se zde potkal i se spoluhráčem z Karviné, Papalelém. Nastupoval zde téměř pokaždé v základní jedenáctce.

### SK Líšeň (návrat)
Na zimní přípravu v lednu 2025 se vrátil do Líšně, stal se jednou z prvních posil nového majitele Igora Faita. Ve 13 zápasech se trefil dvakrát, jednou proti Varnsdorfu, podruhé proti rezervě Olomouce.  V létě se však po vzájemné dohodě s Líšní rozloučil.

### FK Fotbal Příbram
Jako volný hráč odešel v červenci 2025 do Příbrami.